# Aeropuerto Internacional Kempegowda
El Aeropuerto Internacional Kempegowda (IATA: BLR, OACI: VOBL) es un aeropuerto que sirve a Bangalore (Bengaluru), Karnataka, India. Se encuentra aproximadamente 40 kilómetros (25 mi) de la ciudad, cerca del pueblo de Devanahalli. El aeropuerto se abrió el 24 de mayo de 2008, después de 3 años de construcción y muchos retrasos. Reemplazó el Aeropuerto HAL como el aeropuerto comercial primario de Bengaluru.
El nombre original del aeropuerto era el Aeropuerto Internacional de Bengaluru, pero en 2013 fue renombrado después del fundador de Bengaluru, Kempe Gowda I.
El Aeropuerto Kempegowda es el tres aeropuerto más congestionado de la India, tras los aeropuertos de Delhi y Mumbai.
El aeropuerto se está ampliando en 2 fases. La primera fase —la expansión de la terminal de pasajeros y la construcción de la Terminal 1A— se completó en diciembre de 2013. La segunda fase incluye otra pista y otra terminal, que entrarán en funcionamiento antes de 2020.

## Construcción

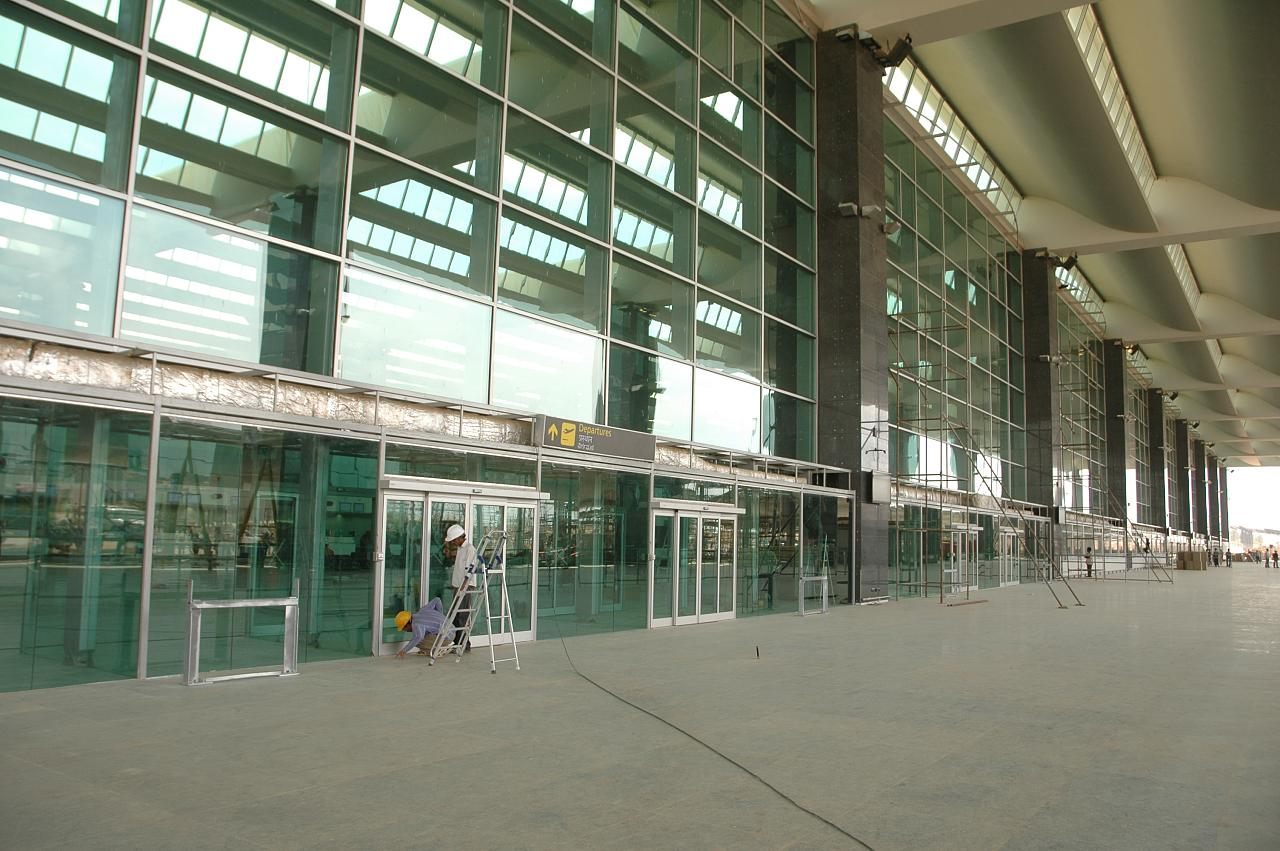
Aeropuerto BLR bajo construcción.

El nuevo aeropuerto fue diseñado para acoger 3.5 millones de pasajeros al año, pero fue rediseñado para acoger 12 millones de pasajeros al año. El rediseño supuso un incremento del tamaño de terminal, del número de estacionamientos de aeronaves, nuevas calles de rodadura e infraestructuras adicionales. 
El diseño también contemplaba un ferrocarril directo de la estación de trenes de Bengaluru a la terminal del aeropuerto. El acceso por la autovía 7 fue ampliada con un sexto carril y vallas de un metro de alto.
Hay planeada una nueva autovía para conectar el aeropuerto y la ronda exterior de la ciudad. La autovía, comenzaría en Hennur. Sin embargo el gobierno, citando un estudio de la NHAI, ha contado que la nueva autovía no es viable.

## Especificaciones del aeropuerto

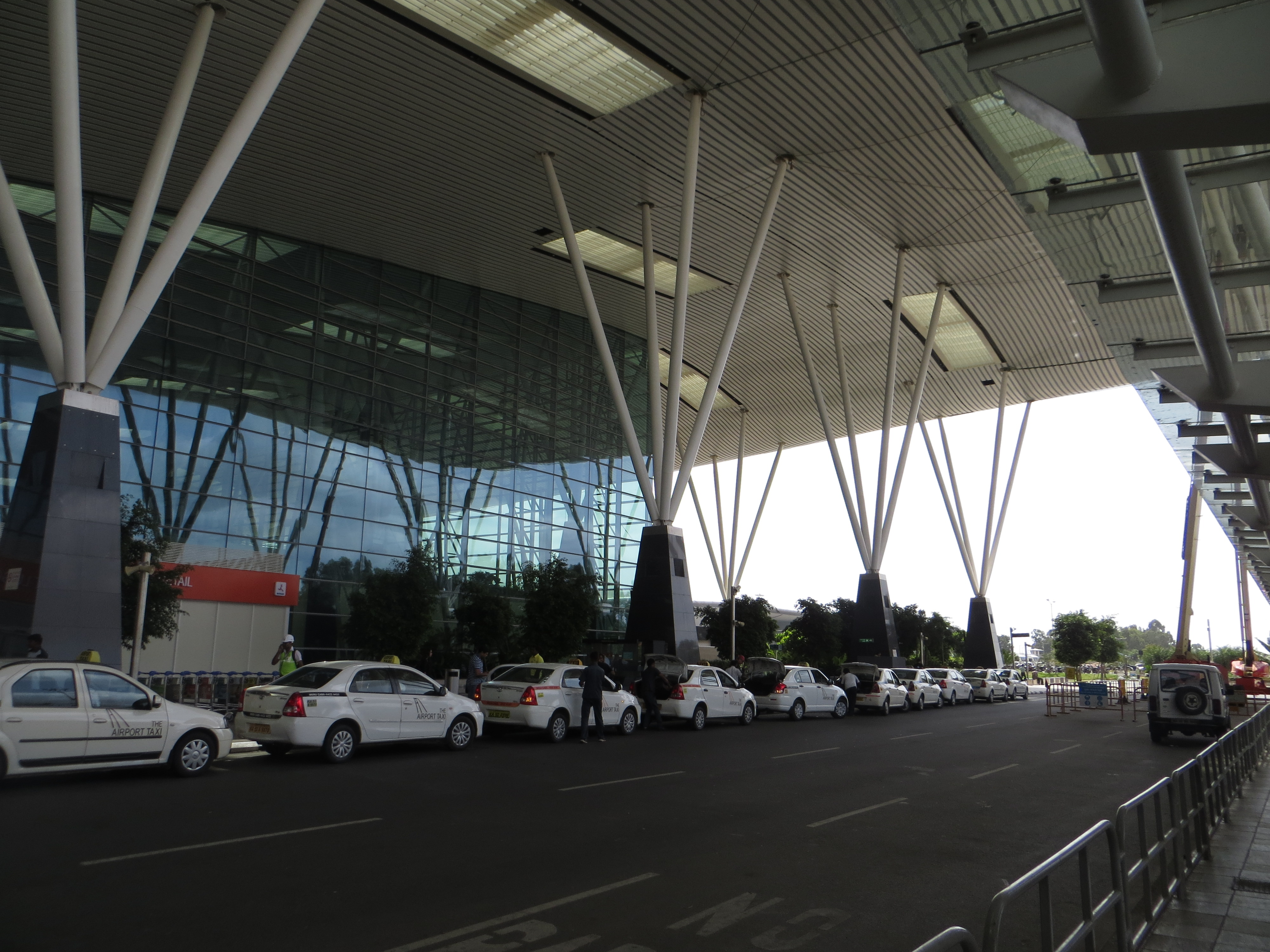
Zona de llegadas.

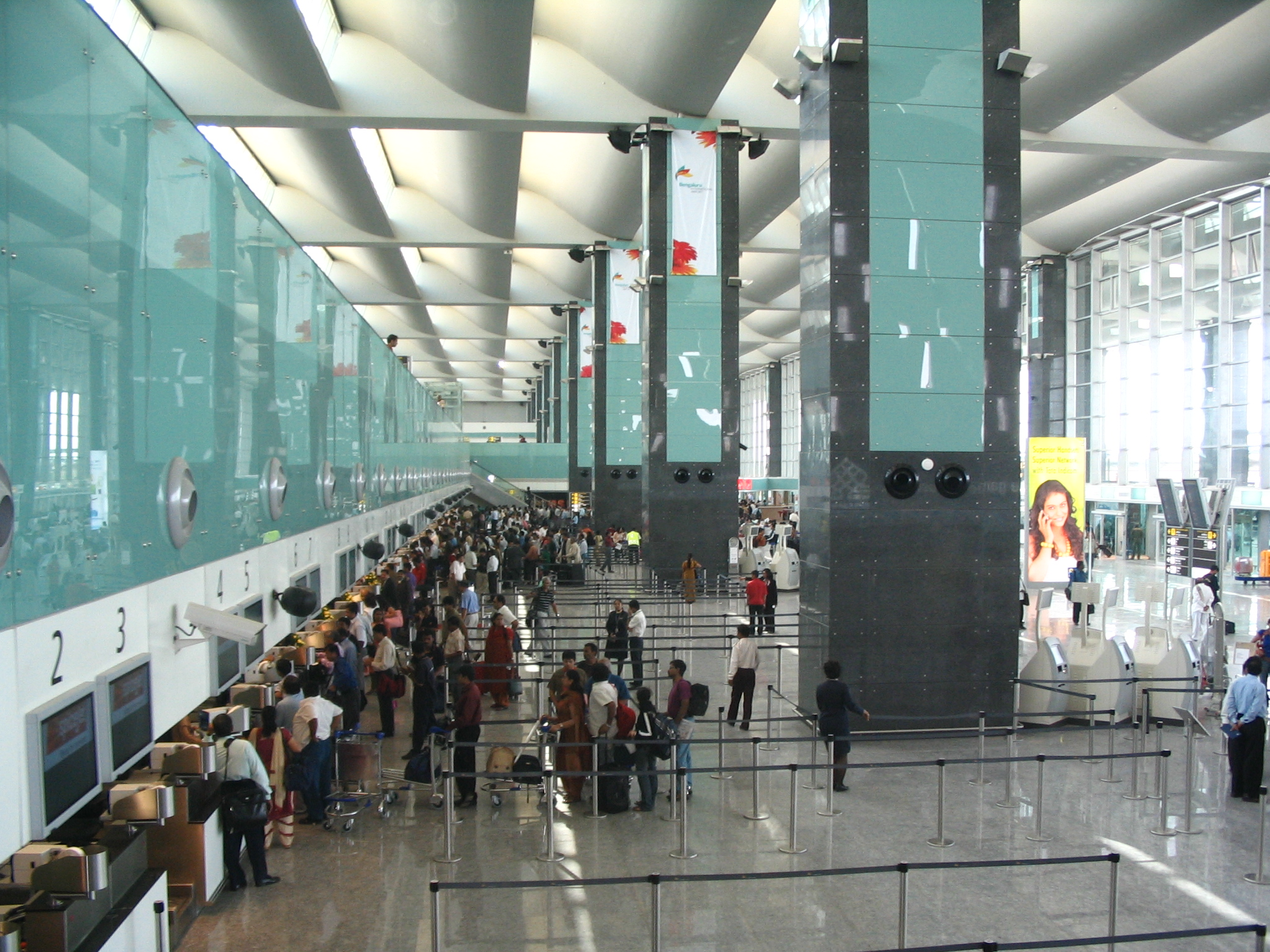
Mostradores de facturación.

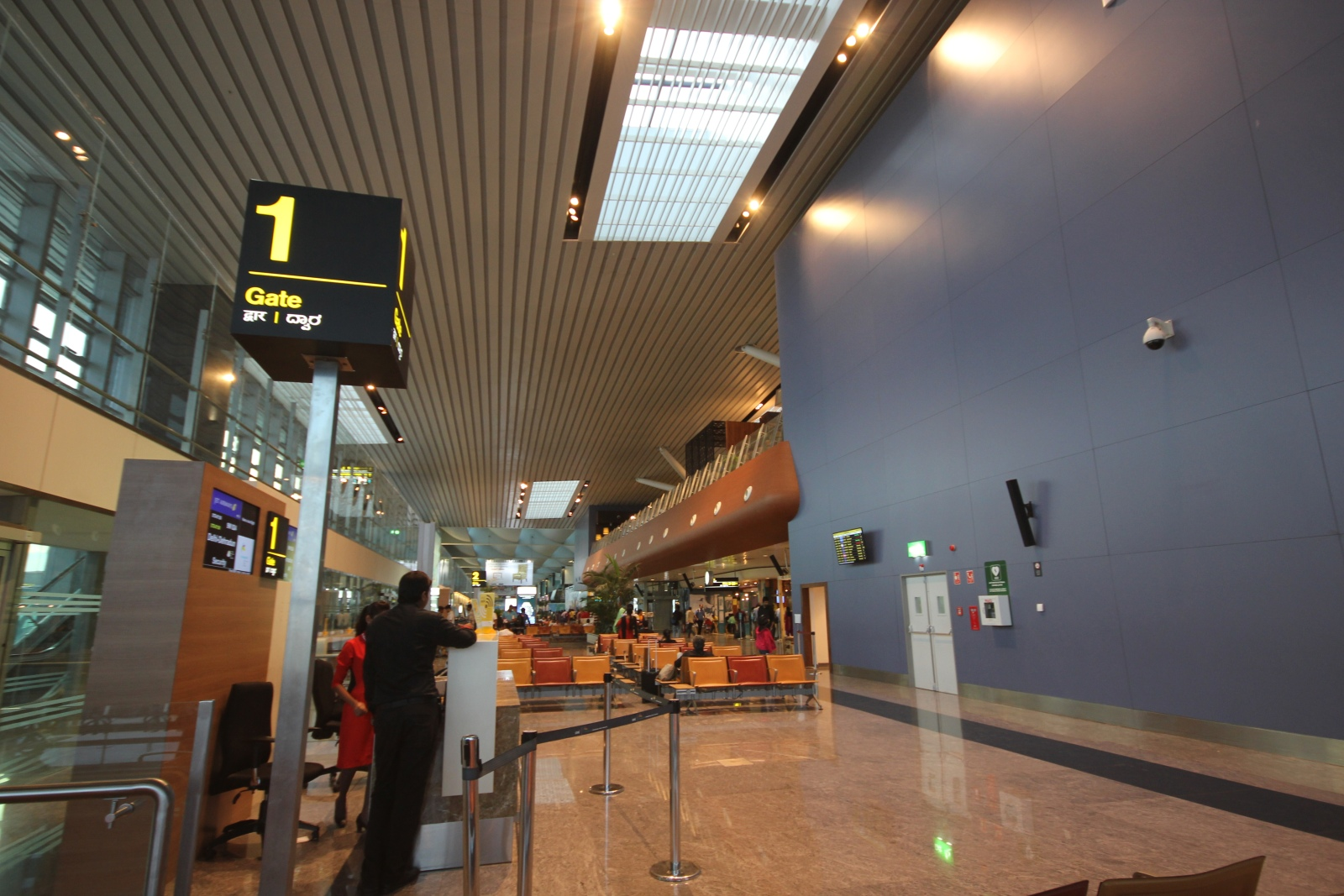
Cerca de la Puerta 1.

### Terminal
La terminal de pasajeros se compone de cuatro plantas, con una temperatura acondicionada, capaz de acomodar operaciones internacionales y domésticas. Las zonas de llegadas y salidas están separadas por una mampara vertical móvil. Las salas de embarque doméstica e internacional, y la mayoría de las tiendas se encuentran en el nivel 2  (primera planta). Las instalaciones de facturación y recogida de equipajes se encuentran en el nivel 1 (planta baja). La terminal está diseñada para facilitar las operaciones y minimizar su mantenimiento. 
Tiene una superficie de 71.000 metros cuadrados y está diseñada para acomodar a 3.000 pasajeros en hora punta.
El aeropuerto puede atender a once millones de pasajeros al año con 27 operaciones por hora.
El aeropuerto tiene veinte puertas de embarque, ocho estacionamientos de aeronaves, incluyendo un puesto de doble acceso y diecinueve puestos remotos. Hay un total de 42 posiciones, todas con sistema de repostaje.
Existe un aparcamiento de 2.000 plazas de coche en frente de la terminal para facilitar el acceso de pasajeros y visitantes al aeropuerto.

### Pista
El aeropuerto tiene una pista que puede acomodar a cualquier tipo de avión. Existen planes para construir una segunda pista cuando el tráfico anual del aeropuerto alcance los dieciocho millones de pasajeros al año que se esperan alcanzar en 2013-2014.

### Miscelánea
El aeropuerto tuvo un coste de unos 600 millones de dólares y se aplica una tasa de 1.070 rupias a todas las salidas de pasajeros internacionales para costear la construcción y mantenimiento del aeropuerto.

## Aerolíneas y destinos
Dos rutas internacionales comenzaron el mismo año que abrió el aeropuerto: Bruselas y Hong Kong. Sin embargo, Jet Airways decidió terminar su vuelo a la capital de Bélgica tres meses después por los problemas financieros que sufría. Tres aerolíneas del Oriente Medio llegaron a la metrópoli desde 2009 hasta 2011: Saudia, Qatar Airways y Etihad Airways. En 2013 Air China finalizó una ruta entre Bangalore y Shanghái con escala en Chengdú, la cual había comenzado hacía tres años. Kuwait Airways inauguró vuelos a la ciudad en 2015, además de Nepal Airlines; esta última regresó después de haber terminado un servicio al antiguo aeropuerto en 2006.
Jet Airways volvió a enlazar Bangalore con Europa en 2017, cuando inició vuelos diarios a Ámsterdam, su nuevo centro de conexión en el continente. Este servicio lo operó la compañía hasta que cesó operaciones en 2019. Al año siguiente, Ethiopian Airlines inició vuelos de pasajeros desde Adís Abeba, y la ruta hacia Ámsterdam se retomó con la llegada de KLM. El aeropuerto iba a contar con vuelos a dos países adicionales, Estados Unidos y Japón, en 2020. Sin embargo, la pandemia del coronovirus ha llevado a American Airlines y Japan Airlines a postergar los vuelos inaugurales. United Airlines piensa llegar a Bangalore antes que su competidor, iniciando vuelos a San Francisco a principios de 2021.
Las siguientes aerolíneas vuelan a Bangalore:
| Aerolíneas                 | Destinos |
| -------------------------- | --- |
| Air Arabia                 | Sharjah |
| Air France                 | París–Charles de Gaulle |
| Air India                  | Chennai, Delhi, Hyderabad, Londres–Gatwick, Bombay, San Francisco, Singapore Estacional: Malé |
| Air India Express          | Ayodhya, Calcuta, Kozhikode, Gwalior, Hyderabad, Indore, Kannur, Kochi, Mangalore, Pune, Thiruvananthapuram, Varanasi |
| AirAsia                    | Kuala Lumpur–Internacional |
| AIX Connect                | Bhubaneswar, Calcuta, Chennai, Delhi, Goa–Dabolim, Guwahati, Hyderabad, Jaipur, Kochi, Lucknow, Bombay, Pune, Ranchi, Siliguri, Srinagar, Surat, Visakhapatnam |
| Akasa Air                  | Agartala, Ahmedabad, Bhubaneswar, Calcuta, Chennai, Delhi, Goa–Mopa, Guwahati, Hyderabad, Kochi, Lucknow, Bombay, Port Blair, Pune, Siliguri, Varanasi |
| Alliance Air               | Goa–Dabolim, Gulbarga, Hyderabad, Kochi, Salem, Vidyanagar, Vijayawada |
| Batik Air Malaysia         | Kuala Lumpur–Internacional |
| Bhutan Airlines            | Chárter: Paro |
| British Airways            | Londres–Heathrow |
| Cathay Pacific             | Hong Kong |
| Emirates                   | Dubái–Internacional |
| Ethiopian Airlines         | Adis Abeba |
| Etihad Airways             | Abu Dabi |
| Gulf Air                   | Baréin |
| IndiGo                     | Agartala, Agra, Ahmedabad, Amritsar, Aurangabad, Bangkok–Suvarnabhumi, Bareilly, Belgaum, Bhopal, Bhubaneswar, Bombay, Calcuta, Chandigarh, Chennai, Coimbatore, Colombo–Bandaranaike, Dehradun, Delhi, Denpasar, Doha, Dubái–Internacional, Durgapur, Goa–Dabolim, Goa–Mopa, Gorakhpur, Guwahati, Hubli, Hyderabad, Imfal, Indore, Jaipur, Jharsuguda, Jodhpur, Kadapa, Kannur, Kanpur, Kochi, Kolhapur, Kozhikode, Kurnool, Lucknow, Madurai, Malé, Mangalore, Nagpur, Patna, Phuket, Port Blair, Prayagraj, Pune, Raipur, Rajahmundry, Rajkot, Ranchi, Salem, Shirdi, Shimoga, Siliguri, Singapore, Srinagar, Surat, Thiruvananthapuram, Tiruchirappalli, Tirupati, Tuticorin, Udaipur, Vadodara, Varanasi, Vijayawada, Visakhapatnam Estacional: Dimapur, Jorhat, Silchar, |
| Japan Airlines             | Tokio–Narita |
| Jazeera Airways            | Kuwait City |
| KLM                        | Ámsterdam |
| Kuwait Airways             | Kuwait City |
| Lufthansa                  | Fráncfort, Múnich |
| Malaysia Airlines          | Kuala Lumpur–Internacional |
| Maldivian                  | Malé |
| Manta Air                  | Dhaalu |
| Nepal Airlines             | Kathmandu |
| Oman Air                   | Mascate |
| Qantas                     | Sydney |
| Qatar Airways              | Doha |
| Saudia                     | Yeda |
| Singapore Airlines         | Singapur |
| SpiceJet                   | Ayodhya, Bombay, Calcuta, Coimbatore, Darbhanga, Delhi, Goa–Dabolim, Goa–Mopa, Patna, Pondicherry, Shirdi, Siliguri, Thiruvananthapuram, Varanasi, Visakhapatnam |
| SriLankan Airlines         | Colombo–Bandaranaike |
| Star Air                   | Bidar, Gulbarga, Hubli, Hyderabad, Jamnagar, Kolhapur, Pune |
| Thai AirAsia               | Bangkok–Don Mueang |
| Thai Airways International | Bangkok–Suvarnabhumi |
| Thai Lion Air              | Bangkok–Don Mueang |
| Virgin Atlantic            | Londres–Heathrow |
| Vistara                    | Ahmedabad, Bombay, Calcuta, Chandigarh, Dehradun, Delhi, Goa–Dabolim, Guwahati, Hyderabad, Port Blair |

## Estadísticas
Ver fuente y consulta Wikidata.